# اف‌ام‌سی تکنالوجیز
اف‌ام‌سی تکنالوجیز (انگلیسی: FMC Technologies) شرکت خدمات نفتی آمریکایی است، که در سال ۲۰۰۱ تأسیس شد.